# Malik al-Dżaziri
Malik al-Dżaziri, Malek Jaziri (arab. مالك الجزيري, Mālik al-Ǧazīrī; ur. 20 stycznia 1984 w Bizercie) – tunezyjski tenisista, reprezentant w Pucharze Davisa, medalista igrzysk panarabskich i igrzysk śródziemnomorskich, najwyżej notowany zawodnik tunezyjski w historii, olimpijczyk z Londynu (2012) i Rio de Janeiro (2016).

## Kariera tenisowa
Al-Dżaziri zadebiutował w rozgrywkach zawodowego touru w kwietniu 2002 roku, jeszcze jako amator, w turnieju rangi Futures w Sidi-Fredj, a pierwszy mecz wygrał cztery miesiące później w Tunisie. Od początku kariery występował głównie w futuresach w północnej Afryce i na Bliskim Wschodzie, a wraz z poprawą pozycji rankingowej rozpoczął także starty w imprezach ATP Challenger Tour w Europie.
Pierwszy przełom w karierze nadszedł w roku 2006, kiedy al-Dżaziri złamał granicę 300. pozycji w zawodowym rankingu. Niedługo potem doznał kontuzji kolana, która wyeliminowała go z gry na dwa lata. Kolejnym przełomem był rok 2011 – Tunezyjczyk awansował z 333. na 118. lokatę. W sezonie al-Dżaziri wygrał trzy turnieje rangi Futures, osiągnął pierwszy finał imprezy challengerowej (Samarkand), zanotował triumf w imprezie tej rangi (Genewa), a także po raz pierwszy wystąpił w turnieju wielkoszlemowym. Tunezyjski tenisista udanie przebrnął eliminacje podczas US Open 2011 i wygrał mecz pierwszej rundy z Thiemo de Bakkerem. W kolejnej rundzie musiał uznać wyższość Mardy’ego Fisha.
19 marca 2012 roku al-Dżaziri awansował na 93. miejsce w rankingu ATP, stając się pierwszym Tunezyjczykiem, który był notowany w czołowej setce świata. W tym samym roku zagrał w grze pojedynczej igrzysk olimpijskich w Londynie. Awansował tam do drugiej rundy, w której poniósł porażkę z Johnem Isnerem.
Na początku maja 2018 został finalistą zawodów ATP World Tour w Stambule, eliminując m.in. najwyżej rozstawionego Marina Čilicia. Pojedynek o tytuł przegrał z Tarem Danielem.
Od początku kariery Tunezyjczyk trenuje w krajowym ośrodku tenisowym w Tunisie pod okiem Walida Jallaliego. Od roku 2000 reprezentuje Tunezję w rozgrywkach Pucharu Davisa.
W grze pojedynczej al-Dżaziri wygrał 7 turniejów rangi ATP Challenger Tour, zaś w deblu ma na koncie 2 turniejowe zwycięstwa.
Najwyżej w rankingu singlistów sklasyfikowany był na 42. miejscu (7 stycznia 2019), a w rankingu deblistów na 73. pozycji (12 sierpnia 2019).

### Finały w turniejach ATP World Tour
| Legenda                                      |
| -------------------------------------------- |
| Wielki Szlem                                 |
| Igrzyska olimpijskie                         |
| Tennis Masters Cup / ATP Finals              |
| ATP Masters Series / ATP Tour Masters 1000   |
| ATP International Series Gold / ATP Tour 500 |
| ATP International Series / ATP Tour 250      |

#### Gra pojedyncza (0–1)
| Końcowy wynik | Nr | Data        | Turniej | Nawierzchnia | Przeciwnik  | Wynik finału |
| ------------- | -- | ----------- | ------- | ------------ | ----------- | ------------ |
| Finalista     | 1. | 6 maja 2018 | Stambuł | Ceglana      | Taro Daniel | 6:7(4), 4:6  |